# Diecezja Ciudad Lázaro Cárdenas
Diecezja Ciudad Lázaro Cárdenas (łac. Dioecesis Civitatis Lazari Cárdenas) – diecezja Kościoła rzymskokatolickiego w Meksyku, sufragania metropolii Morelia.

## Historia
11 października 1985 roku papież Jan Paweł II konstytucją apostolską Cum probe erygował diecezję Ciudad Lázaro Cárdenas. Dotychczas wierni z tych terenów należeli do diecezji Apatzingán.

## Główne świątynie
- Katedra: Katedra Chrystusa Króla w Ciudad Lázaro Cárdenas

## Biskupi diecezjalni
- José de Jesús Sahagún de la Parra (1985–1993)
- Salvador Flores Huerta (1993–2006)
- Fabio Martínez Castilla (2007–2013)
- Armando António Ortíz Aguirre (od 2013)